# Coxyde (Sluis)
Coxyde (ook: Coxijde, Coxie of Beniardskerke genaamd) is een voormalig dorp in West-Zeeuws-Vlaanderen in de Nederlandse provincie Zeeland. Het lag op 3 km ten zuidwesten van Oostburg, nabij de huidige Diomedeweg.

## Geschiedenis

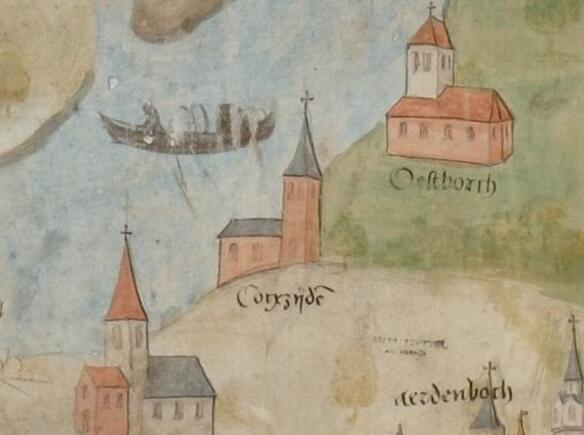
Het dorp Coxijde op de Scheldekaart (circa 1500)

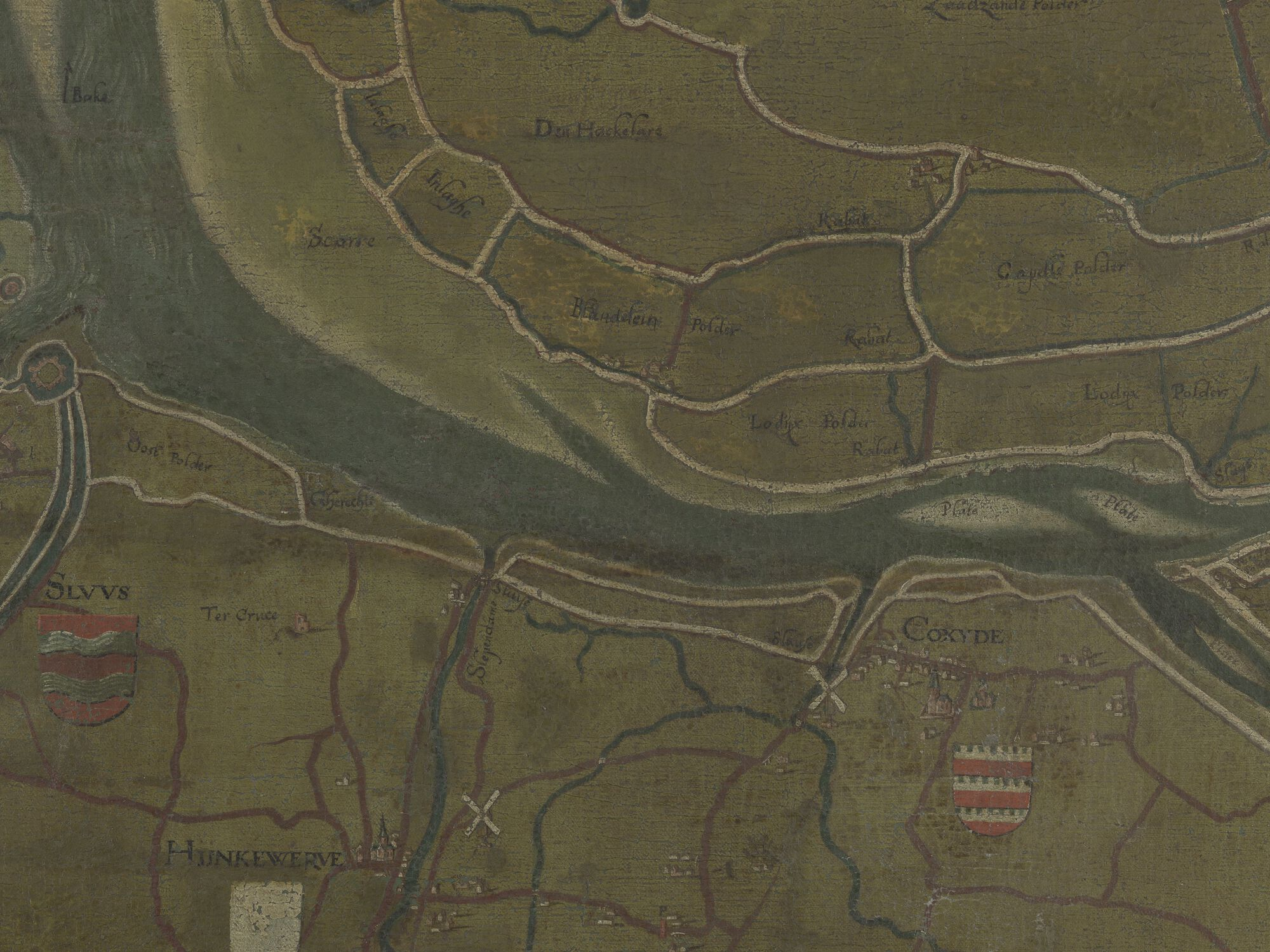
Coxyde op de Pourbuskaart (1571) met links Sluis

Beniardskerke was de naam van de parochie, en deze werd voor het eerst vermeld in 1280. Het dorp werd in 1386 geplunderd door Engelse troepen. Tijdens de Sint-Elisabethsvloed van 1404 was er een dijkdoorbraak tussen Coxyde en Slepeldamme die pas in 1410 was hersteld. Voorts had het dorp te lijden van de Cosmas- en Damianusvloed (1477), alsmede van de Allerheiligenvloed van 1570. Het was echter de militaire inundatie van 1583 die een einde aan het dorp maakte. Een van de zeearmen die toen ontstond werd het Coxysche Gat genoemd.
In 1965 voerde Jan van Hinte een aantal grondboringen uit en stelde de locatie van het voormalige dorp vast. Daarbij werd vermoedelijk de zuidoostelijke hoek van de kerk aangetroffen.
In 1994 werd op deze plek een gedeeltelijk illegale varkensstal gebouwd, waarbij de overblijfselen zeker schade hebben opgelopen. Er liep in 2006 nog steeds een gerechtelijke procedure tegen de bouwer.

## Kasteel
Coxyde was een heerlijkheid met een kasteel en kende sinds 1252 een tolkamer. In 1488 waren de heerlijkheid en het kasteel in eigendom van ridder Richard de Visch genaamd La Chapelle. Op 24 juni 1488 veroverde de stad Brugge onder leiding van Antonie van Houte het kasteel, waarna het door troepen van Maximiliaan van Oostenrijk weer werd ontzet. Het kasteel is waarschijnlijk ten onder gegaan bij de inundatie van 1583.